# Ilmspan
Ilmspan ist einer von vier Ortsteilen der Gemeinde Großrinderfeld im Main-Tauber-Kreis in Baden-Württemberg.

## Geographie

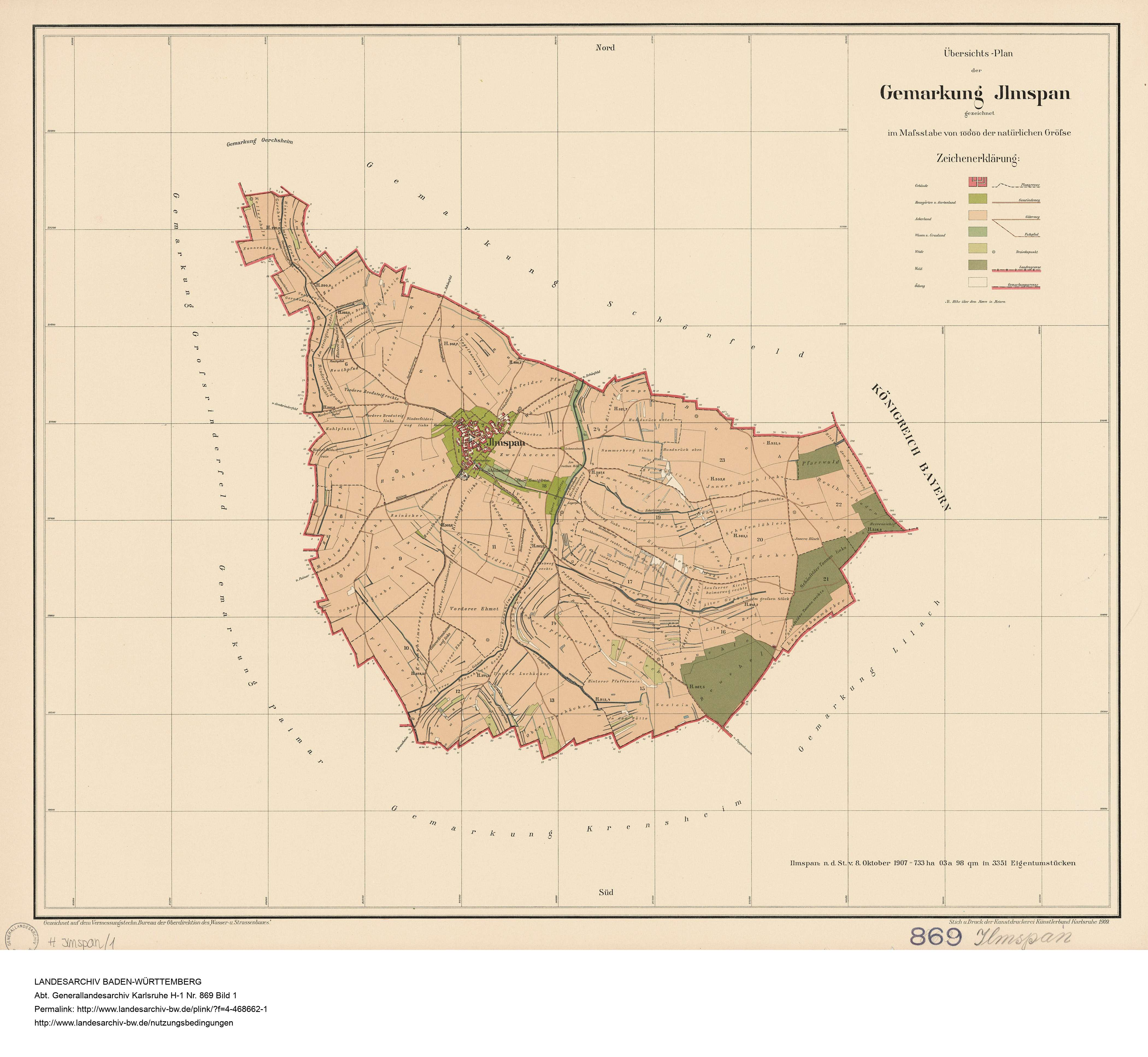
Gemarkung von Ilmspan, 1909

Ilmspan liegt etwa vier Kilometer westlich von Großrinderfeld. Etwa ein Kilometer nordwestlich folgt der Großrinderfelder Ortsteil Schönfeld.

## Geschichte
Im 14. Jahrhundert wurde der Ortsname erstmals urkundlich erwähnt. 1367 war von Ilmspunt, 1401 von Ylmespuendt und 1540 von Ilmispundt die Rede.
Am 31. Dezember 1972 wurde Ilmspan nach Großrinderfeld eingemeindet.

## Bevölkerung

### Einwohnerentwicklung
Die Bevölkerung Ilmspans entwickelte sich wie folgt:
| Jahr | Gesamt |
| ---- | ------ |
| 1961 | 372    |
| 1970 | 344    |
| 2000 | 365    |
| 2016 | 365    |

### Religionen
Die Einwohner Ilmspans sind überwiegend römisch-katholisch.

## Wappen
Das Ilmspaner Wappen weist auf die Vergangenheit der Gemeinde hin: Es zeigt vorn das rienecksche, hinten das leuchtenbergsche Wappen, im Herzschild die Würzburger Fahne.

## Kultur und Sehenswürdigkeiten

### Pfarrkirche St. Laurentius

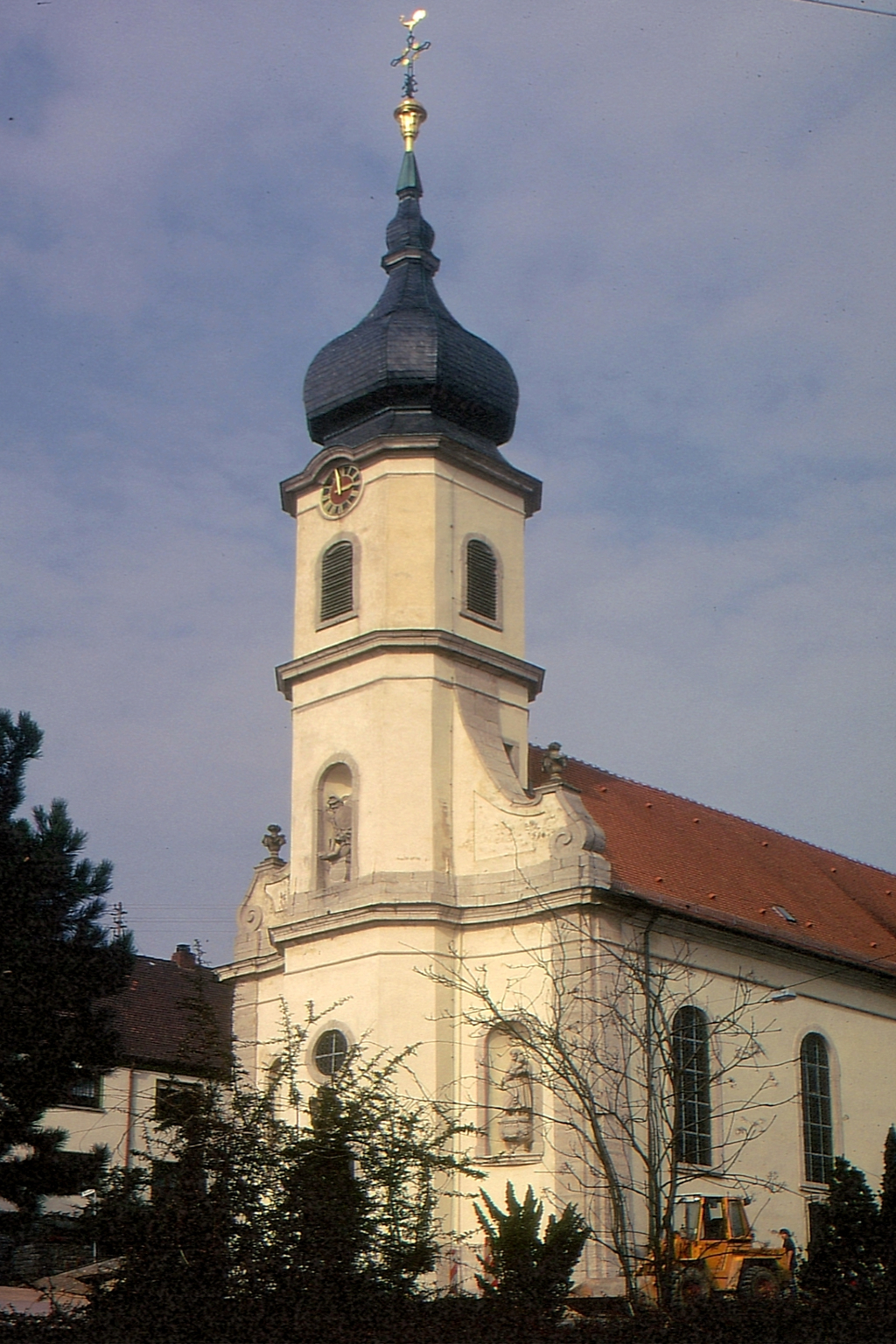
Die Pfarrkirche St. Laurentius in Ilmspan (1996)

In der Ortsmitte von Ilmspan steht die römisch-katholische Pfarrkirche St. Laurentius. Diese ist der Seelsorgeeinheit Großrinderfeld-Werbach des Dekanats Tauberbischofsheim zugeordnet.

### Quad-Offroadstrecke

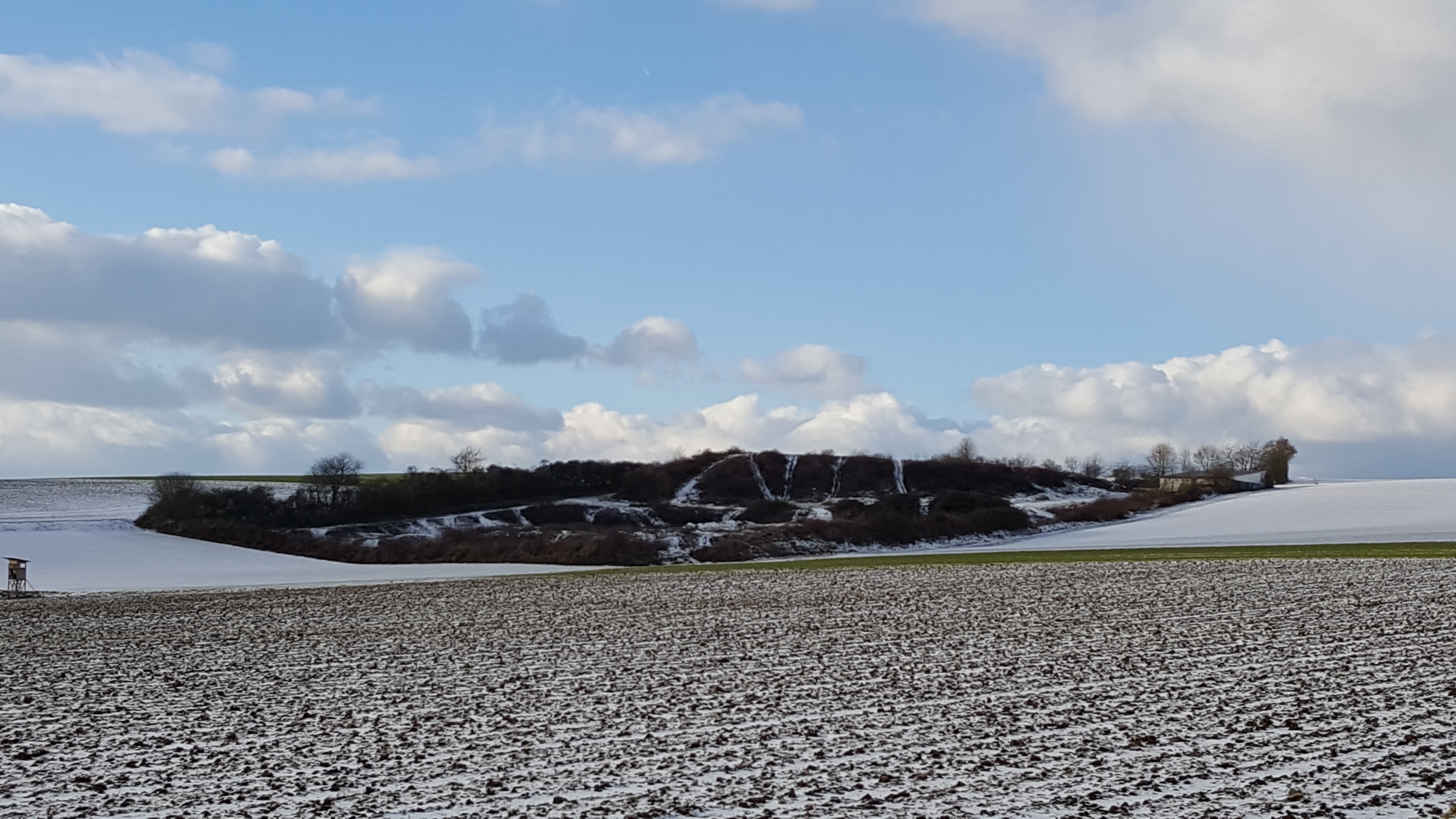
Quad-Offroadstrecke bei Ilmspan (2017)

Am Rande des Dorfes befindet sich eine Quad-Offroadstrecke, auf der unter anderem Wertungsläufe der Deutschen ATV & Quad Trial-Meisterschaften ausgetragen werden.